# Evergreen (Louisiana)
Evergreen és una població dels Estats Units a l'estat de Louisiana. Segons el cens del 2000 tenia 314 habitants.

## Demografia
Segons el cens del 2000, Evergreen tenia 314 habitants, 137 habitatges, i 86 famílies. La densitat de població era de 118,9 habitants/km².
Dels 137 habitatges en un 26,3% hi vivien nens de menys de 18 anys, en un 47,4% hi vivien parelles casades, en un 11,7% dones solteres, i en un 37,2% no eren unitats familiars. En el 32,8% dels habitatges hi vivien persones soles el 8% de les quals corresponia a persones de 65 anys o més que vivien soles. El nombre mitjà de persones vivint en cada habitatge era de 2,29 i el nombre mitjà de persones que vivien en cada família era de 2,91.
Per edats la població es repartia de la següent manera: un 23,6% tenia menys de 18 anys, un 8% entre 18 i 24, un 29% entre 25 i 44, un 26,4% de 45 a 60 i un 13,1% 65 anys o més.
L'edat mediana era de 39 anys. Per cada 100 dones de 18 o més anys hi havia 87,5 homes.
La renda mediana per habitatge era de 17.250 $ i la renda mediana per família de 30.208 $. Els homes tenien una renda mediana de 33.750 $ mentre que les dones 18.750 $. La renda per capita de la població era de 12.041 $. Entorn del 19,5% de les famílies i el 31,3% de la població estaven per davall del llindar de pobresa.

## Poblacions més properes
El següent diagrama mostra les poblacions més properes.